# Famille de Viry
Pour les articles homonymes, voir Viry.
La famille de Viry est une famille noble savoyarde d'extraction chevaleresque, sur preuve de 1160. Elle est originaire du comté de Genève, appelée aussi indifféremment la famille de Sallenove jusqu'en 1239. Elle appartient depuis 1860, date de l'Annexion de la Savoie à la France, sous le Second Empire, à la noblesse française subsistante. Elle est admise aux honneurs de la Cour de France en 1763.

## Histoire
La famille de Viry -Sallenove, selon l'archéologue genevois Louis Blondel (1885-1967) serait issue de la famille de Chaumont, tout comme la famille de Vidomne de Chaumont,. La première mention d'un membre de la famille de Sallenove est dans un document de 1142. Les membres de la famille portent sans distinction les noms de Sallenove, Viry ou Sallenove-Viry ou encore Viry-Sallenove,,.
Un vieux dicton indique : « Terny (Ternier), Viry, Compey sont les meillous maisons du Genevey, Salenove (Sallanuvaz) e Menton ne les craignons/cedons pas d'un bouton »,,,.
Entre la fin du XIe siècle et le début du siècle suivant, la dame de Viry, Adélaïde, fait une donation au prieuré Saint-Victor de Genève, soit l'ensemble des droits sur Essertet (la commune actuelle de Viry).
En 1239, une branche cadette porte le nom seul de Viry,. Hugues II de Viry, par testament du 17 février 1239, donne naissance à deux branches cadettes avec ses deux fils, Aimon et Guillaume (Vulliuerme),,, « bien qu'ilz feussent ysseuz de mesme tige ont respectivement prins le nom de leur partage ». Le premier reçoit la seigneurie de Sallenove, le second la terre de Viry.
En 1259, une transaction s'effectue entre le comte de Genève, Rodolphe, et le damoiseau Guillaume de Viry, ce dernier obtenant les dîmes antiques et novales de Chenay, le revenu annuel sur le péage dit de Chamieria.
Au cours du XIIIe siècle, l'avouerie de la chartreuse de Pomier est donnée par le comte de Genève Guillaume II à la famille de Viry. En 1252, le comte signe un document, avec l'ensemble de sa famille, où il confirme les donations faites par son père Guillaume Ier en 1179,,,. Il profite de cet acte pour les renouveler et les déclarer perpétuels.
Dans la seconde moitié du XVIe siècle, la branche cadette obtient par l'achat les biens de la branche aînée de Sallenove, qui est ruinée.
À partir de 1831, la chartreuse de Pomier, situé sur le territoire de la commune de Présilly, est transformée par les Viry en ferme,. L'ensemble passe à Mme de Drée, issue de la famille de Viry, avant d'être revendu à la famille Girod.

## Héraldique
| Armes de la famille de Viry | Les armes de la famille de Viry se blasonnent ainsi : Palé d'argent et d'azur ou encore Palé d'argent et de gueules (alias d'azur), à la bande de gueules, brochante sur le tout. Devise : A VIRTUTE VIRI |  |

## Titres
Les Viry sont comtes puis barons (1484) de Viry,. Ils sont seigneurs puis barons de Mont-le-Vieux (1366), Rolle (baron de 1455 à 1528), Coppet (barons de 1484 à 1543),,.
Des membres ont été créés comte par le duc de Savoie (12 mars 1598), puis comte de l'Empire français (26 avril 1808, Noblesse d'Empire).

## Seigneuries et châteaux
La famille de Viry réside au château de Viry reconstruit au XVIIIe siècle, qui fait place à l'ancienne maison-forte du Moyen Âge de la seigneurie, située dans la commune du même nom, en Haute-Savoie, et elle en conserve la propriété jusqu'au début du XXIe siècle.
La famille détient le château de Rolle de 1455 à 1525 et celui de Tournay de 1541 à 1546.
Des membres ont été :
- Seigneurs d'Amancy, Bastia et Carassone, Cernex, Cohendier, Faverges, Épagny, Jarsagne (château de Jarsagne/Gersaigne), Marlioz, Menthonnex, Monthoux, Ogny, Rosey, Tournay ;
- Coseigneurs de Boisy, Châtelet-de-Credoz, Lully.

## Offices
Des membres de la famille ont été :
- Premier président de la Chambre des comptes de Savoie (1453)[25].

- Vidomne de Genève (1482)[22].

châtelains :
- Allinges-Neuf-Thonon (1326-1338, 1347-1363)[27] ;
- Châtillon et Cluses (1479-1492 ; 1496-1502) ;

## Personnalités
- Amédée/A(i)mé Ier de Viry († janvier 1356), châtelain d'Allinges-Thonon (novembre 1347-janvier 1356[28], ∞ Lucie/Luque de La Baume, fille d'Etienne Galois,
Luque de La Baume devient en 1366 dame de Mont-le-Vieux, une terre venue de son frère Guillaume de La Baume qui la détenait depuis le 19 juin 1359 par inféodation de Catherine, fille de Louis II de Savoie-Vaud et femme de Guillaume Ier de Namur[29].
  - Galois et Hugonin qui lui succède comme châtelain d'Allinges-Thonon (janvier 1356 à mai 1363)[28]. Malade, il ne pouvait plus assumer ses fonctions depuis 1354 et ce sont ses deux fils qui le suppléaient[29].
    - Amédée II de Viry († v. 1412)[30] († av. 1400), seigneur de Viry, La Perrière, Allemogne et Mont-le-Vieux, obtient le 14 novembre 1409 l’inféodation du château de Luins et de son territoire[31], lieutenant-général du comte de Savoie[30], ∞ Bonne d'Hauteville : d'où une fille, Claudine[32].
    - Jacques de Viry († 1444), succède à son frère[30],[32], ∞ 1414 Marguerite, fille de Nicod d'Hauteville[32].
      - Amédée III de Viry († 1484), héritier de son père[30], seigneur de Viry et de Mont-le-Vieux, acquisition de Rolle (1455)[30] acquéreur de Coppet (1484)[33]. Conservation d'un sceau de 1474[34], ∞ Jeanne, fille de Jean de Compey[35]. 
        - Amédée IV de Viry († entre 1518/19), vidomne de Genève[30], chambellan, conseiller et ambassadeur du duc de Savoie, reçoit la dignité de baron comprenant les fiefs réunis de Viry, Mont-le-Vieux, Rolle et Coppet, le 20 novembre 1484[30],[36], autorise l'installation du couvent de dominicains à Coppet (1490)[6], gouverneur de Carmagnole (1486-1488), conseiller et chambellan de Janus de Savoie, comte de Genevois, et ambassadeur pour le même prince auprès du roi de France et du duc de Bourbon (1490)[30], ∞ (1478) Hélène de Menthon, fille de Bernard de Menthon et de Marguerite de Challant[30].
          - Michel, héritier, mais vend ses terres peu après la conquête bernoise de 1536[30].

- Guillaume de Viry (v.1400-1474), châtelain de Cruseilles, conseiller et maître d'hôtel du duc de Savoie Louis Ier[réf. nécessaire], nommé président de la Chambre des Comptes de Chambéry, par patentes du 29 septembre 1452. Commandant des lances dans l'expédition contre le duc de Milan en 1426[37].

- Clauda, dame de Viry, vend en 1436 sa maison forte des Vaux à Gilly, domaine qui fera partie par la suite du Château de Vincy[38].

- Alexandre de Sallenove († 1544/46), bâtard d'Antoine, légitimé en 1500, baron de Sallenove, seigneur de Marlioz, Jarsagne, La Balme-sur-Cerdon, Santans, Etrepigney, coseigneur d'Aime en Tarentaise, de Marthod, Manigod, Vens, Eyria, etc., châtelain du Valais, conseiller de l'évêque de Genève, ambassadeur du duc de Savoie Charles III auprès de Charles-Quint (1519), chambellan de Charles III, gouverneur de Nice (1531-1532)[39]. ∞ Marguerite de Chevron-Villette, fille du baron François de Chevron[39].
  - Charles de Sallenove, baron de Sallenove, seigneur de Marlioz, etc., gentilhomme ordinaire de Charles-Quint, vivant aux Pays-Bas[39].

- Michel de Viry († v. 1543), baron de Viry, Rolle, Mont-le-Vieux et Coppet au moins depuis juin 1520, fils d'Amédée IV ; ∞ Pauline de Vergy, la tante maternelle de Michel de Gruyère. Il acquiert en 1520 le four banal de Gilly pour le donner à la chapelle Saint-Antoine en l’église de ce lieu[40]. ∞ Pauline de Vergy-branche de Champlitte et Champvans). 
Sans postérité et devant sans doute faire face à des difficultés financières, Michel de Viry cède sa baronnie au duc Charles en 1520/1531, puis on la retrouve aux mains de Jean-Amédée de Beaufort-Salagine, suivi de Michel, comte de Gruyère et seigneur d'Aubonne (qui lui-même la perd dans les années 1550 : jusqu'à la Révolution de 1798, Rolle et Mont passent aux Steiger, grands notables bernois, alors que Coppet connaît un destin bien plus heurté jusqu'à Necker).

- Marin de Viry, créé comte de Viry par lettres patentes du 12 mars 1593[41], chambellan ducal, commande les troupes savoyardes contre les Bernois (1535)[18], s'attaque à l'héritage de Charles de Sallenove (voir ci-dessus)[39], « par l'extinction des Sallenove et de la branche aînée des Viry, chef de nom et d'armes de ces familles »[13].

- François-Joseph-Marie Henry de Viry ;
  - Joseph-Marie-François-Justin de Viry, comte de Viry (1707-1766), intendant-général  de l'île de Sardaigne (1744), ministre plénipotentiaire auprès des Provinces Unives (1750-1755), ambassadeur à Londres (1755-1763), qualité lui permettant de participer à la préparation du Traité de Paris de 1763[42], le roi Louis XV, pour lui marquer sa reconnaissance, admet la famille de Viry aux Honneurs de la Cour[5].
    - Jean Henri Georges de Viry (1792-1844), comte, fils du précédent. Contre-amiral commandant de la marine sarde. Chevalier de l'Ordre de l'Aigle-Rouge de Prusse, commandeur de l'Ordre de Ferdinand des Deux-Siciles[43] ;
      - Eugène Hilarion de Viry (1822-1877). Vice-amiral, campagne d'Orient contre la Russie[44] ;
      - Henri de Viry, baron. Contre-amiral[45] ;

    - Justin de Viry (1737-1813), fils de Joseph-Marie-François-Justin de Viry, baron, diplomate et homme politique du royaume de Sardaigne, puis au service de la France (inhumé au Panthéon de Paris) ;
      - François-Joseph-Marie-Henri La Perrière de Viry (1766-1820), comte de Viry, député ;
        - Jean Henri George de Viry (1792-1844) Lieutenant-général  commandant la marine royale sarde, décurion honoraire de la ville de Gênes [5]
        - Charles de Viry (1809-1888), magistrat et homme politique[43];
- Albert (Gaspard Eugène) de Viry (1709-1794), baron, lieutenant-général de la cavalerie de Savoie, gouverneur de Pignerol, chevalier de l'Annonciade en 1780, mort à Turin le 6 janvier 1794, sans postérité[5].
- Albert Eugène François de Viry (1784-1813), chambellan de l'Empereur Napoléon Ier. Mort à Viry en 1813, sans postérité[5].
- Jean Élizé Marie de Viry (1865-1937), ESM Saint-Cyr, promo de Châlons (1886-1888), général de brigade, officier de la Légion d'honneur[46].
- Pierre Marie Elizée de Viry (1867-1941), Officier d'artillerie, continuateur de l'Armorial et nobiliaire de l'ancien duché de Savoie du comte Amédée de Foras[réf. nécessaire].

Des membres de la famille sont des religieux, notamment des chanoines au chapitre de Saint-Pierre à Genève.

## Alliances

### Alliances anciennes
Familles : d'Allinges, du Châtelard, de Châtillon, de Chevron Villette, de Compey, de Cordon, Costa de Beauregard, du Crest, de Drée, de Foras, de Genève, de Gerbais, de Grolée, de La Balme, de La Forest, de La Grave, de Lucinge, de Mareschal, de Menthon, de Morand de Gonfignon, du Nant, d'Oncieu, de Pelly, Piochet de Salins, de Rossillon, de Sallenove, de Seyssel, de Ternier, de Thiollaz.

### Alliances contemporaines
Familles : de Becdelièvre, de Berger, Chéreil de La Rivière, Capitant de Villebonne, de Chevron Villette, de Foras, de Guillebon, de La Motte de Broöns de Vauvert, de La Moussaye, de Méhérenc de Saint-Pierre, de Menthon, de Montagnac, de Montfort, Passerat de La Chapelle, de Piolenc, de Rivoire, de Ville de Ferrières, de Villoutreys de Brignac, de Geloes d'Elsloo, de Willecot de Rincquesen.

### Régeste genevois(1866)
1. ↑  Acte publié entre 1078 et 1120 (REG 0/0/1/238).
2. ↑  Transaction du 20 mai 1259 (REG 0/0/1/913). Il s'agit probablement de Chavannaz que l'on retrouve dans le Regeste dans un acte précédent de 1253 (REG 0/0/1/855).
3. ↑  Acte de l'année 1179 (REG 0/0/1/415).
4. 1 2  Acte de l'année 1252 (REG 0/0/1/846).

### Autres références
1. 1 2  Régis Valette, Catalogue de la noblesse française, Chapitre 46 « Savoie », p. 191.
2. 1 2 3 4 5  Martine Piguet, « Sallenove, de » dans le Dictionnaire historique de la Suisse en ligne.
3. ↑  Blondel 1956, p. 71.
4. ↑  Histoire des communes savoyardes 1981, p. 359-360, « La seigneurie et le château de Sallenôve ».
5. 1 2 3 4 5 6 7 8 9 10  Foras, p. V5 - pp.345-384.
6. 1 2 3 4 5 6  Roberto Biolzi, « Viry, de » dans le Dictionnaire historique de la Suisse en ligne.
7. ↑  Grillet, p. 28 (vol. III) (lire en ligne).
8. ↑  Léon Menabrea, Des origines féodales dans les Alpes occidentales, Imprimerie royale, 1865, 596 p., p. 279.
9. ↑  Histoire des communes savoyardes 1981, p. 467, « Les Seigneurs de Ternier ».
10. ↑  Abel Jacquet, Sur le versant du Salève : la chartreuse de Pomier. D'après le manuscrit d'André Folliet, Annecy, Académie salésienne, 1980, 210 p. (lire en ligne), p. 7.
11. 1 2  Grillet, p. 437 (lire en ligne).
12. ↑  Blondel 1956, p. 193.
13. 1 2  Pierre de Viry, « Notes sur les familles Grandson, Sallenove et Viry », Archives héraldiques suisses, no 28,‎ 1914, pp. 179-182 (lire en ligne).
14. 1 2  Abel Jacquet, Sur le versant du Salève : la chartreuse de Pomier. D'après le manuscrit d'André Folliet, Annecy, Académie salésienne, 1980, 210 p. (lire en ligne), p. 10-11.
15. ↑  
Pierre Duparc, Le comté de Genève, (IXe – XVe siècles), t. XXXIX, Genève, Société d’histoire et d’archéologie de Genève, coll. « Mémoires et documents » (réimpr. 1978) (1re éd. 1955), 621 p. (lire en ligne), p. 184.
16. ↑  Paul Guichonnet, Nouvelle encyclopédie de la Haute-Savoie : Hier et aujourd'hui, Montmélian, La Fontaine de Siloé, 2007, 399 p. (ISBN 978-2-84206-374-0, lire en ligne), p. 161, Article de P.G. « La chartreuse de Pomier ».
17. 1 2  Chanoine Marie Rannaud (ancien archiprêtre de Saint-Julien), La Chartreuse de Pomier : diocèse d'Annecy (Haute-Savoie) 1170-1793, J. Abry, 1909, 344 p., p. 313.
18. 1 2  Borel, p. 388-389.
19. 1 2  Grillet, p. 435-434.
20. ↑  Bissegger 2012, p. 127, 279.
21. ↑  Grillet, p. 440 (lire en ligne).
22. 1 2 3  Benoît de Diesbach Belleroche, Dictionnaire des familles nobles subsistantes de Suisse, Fribourg, Intermède Belleroche, 1996, 171 p., p. V (liste en ligne).
23. ↑  Bottin mondain, Levallois-Perret, 2016, p. 1447.
24. ↑  Paul Bissegger, Les Monuments d'art et d'histoire du canton de Vaud VII, Rolle et son district, Société d'histoire de l'art en Suisse, coll. « Monuments d'art et d'histoire de la Suisse », 2012 (ISBN 978-3-03797-029-4), p. 279.
25. ↑  Jean-Louis Grillet, Dictionnaire historique, littéraire et statistique des départements du Mont-Blanc et du Léman, contenant l'histoire ancienne et moderne de la Savoie, vol. 3, t. 2, Chambéry, J.F. Puthod, 1807, p. 110-113..
26. ↑  « SA - Comptes des châtellenies, des subsides, des revenus et des judicatures », sur le site des Archives départementales de la Savoie - enligne.savoie-archives.fr (consulté en février 2018), p. 3
27. ↑  Abbé Jean-François Gonthier (1847-1913), Les Châteaux et la chapelle des Allinges, Annecy, impr. de J. Niérat (Ancienne imprimerie Burdet), 1881, 136 p. (lire en ligne).
28. 1 2  Abbé Jean-François Gonthier (1847-1913), Les Châteaux et la chapelle des Allinges, Annecy, impr. de J. Niérat (Ancienne imprimerie Burdet), 1881, 136 p. (lire en ligne), p. 112, voir également « Comptes de la châtellenie d'Allinge-Thonon », Archives départementales de la Savoie, SA 14 809.
29. 1 2  Louis de Charrière, La baronnie de Rolle et Mont-le-Vieux, étude féodale, Lausanne, Mémoires et Documents de la Société d'Histoire de la Suisse romande, 1877 (lire en ligne), p. 47-50.
30. 1 2 3 4 5 6 7 8 9 10  D., « Miscellanea », Archives héraldiques suisses, no 48,‎ 1934 (lire en ligne).
31. ↑  Bissegger 2012, p. 182.
32. 1 2 3  Louis de Charrière, La baronnie de Rolle et Mont-le-Vieux, étude féodale, Lausanne, Mémoires et Documents de la Société d'Histoire de la Suisse romande, 1877 (lire en ligne), p. 50-51.
33. ↑  Louis de Charrière, La baronnie de Rolle et Mont-le-Vieux, étude féodale, Lausanne, Mémoires et Documents de la Société d'Histoire de la Suisse romande, 1877 (lire en ligne), p. 61.
34. ↑  Donald Lindsay Galbreath, Inventaire des sceaux vaudois, Lausanne/Genève, 1937, p. 109.
35. ↑  Louis de Charrière, La baronnie de Rolle et Mont-le-Vieux, étude féodale, Lausanne, Mémoires et Documents de la Société d'Histoire de la Suisse romande, 1877 (lire en ligne), p. 61.
36. ↑  Patrick-R. Monbaron, « Rolle (seigneurie, district) » dans le Dictionnaire historique de la Suisse en ligne, version du 15 février 2010.
37. ↑  Foras, ibid, p.372.
38. ↑  Bissegger 2015, p. 148.
39. 1 2 3 4  Roger Devos, « Le château de Marlioz et ses propriétaires successifs », Echos saléviens : revue d'histoire locale, Viry, La Salévienne,‎ 1995 (lire en ligne).
40. ↑  Bissegger 2012, p. 142.
41. ↑  Le Cabinet historique : revue, p. 48.
42. ↑  Andries Van den Abeele, « Le [sic] vie mouvementée de Justin de Viry », sur academia.edu, p. 44
43. 1 2  François Miquet, « Les Savoyards au XIXe siècle - Les premiers présidents et les procureurs généraux », Revue savoisienne,‎ 1896, p. 219 (lire en ligne).
44. ↑  François Miquet, « Les Savoyards au XIXe siècle - Les premiers présidents et les procureurs généraux », Revue savoisienne,‎ 1896, p. 220-221 (lire en ligne).
45. ↑  François Miquet, « Les Savoyards au XIXe siècle - Les premiers présidents et les procureurs généraux », Revue savoisienne,‎ 1896, p. 221 (lire en ligne).
46. ↑  « Cote 19800035/576/65408 ».
47. ↑  Bottin Mondain, 2016, p. 1447-1448-1694.